# Feindstrafrecht
Der Begriff Feindstrafrecht ist eine 1985 vom deutschen Strafrechtler und Rechtsphilosophen Günther Jakobs vorgeschlagene Bezeichnung für ein Strafrecht, das bestimmten Gruppen von Menschen die Bürgerrechte versagt und sie als Feinde der Gesellschaft oder des Staates außerhalb des für die Gesellschaft geltenden Rechts stellt. Im Feindstrafrecht sind alle zur Verfügung stehenden Mittel erlaubt. Es ist deshalb kein Strafrecht im herkömmlichen Sinne, sondern ein von rechtsstaatlichen Bindungen befreites Instrument zur Gefahrenabwehr. Als Gegenbegriff prägte Jakobs den Ausdruck „Bürgerstrafrecht“. Das Konzept des Feindstrafrechts wird von den meisten Strafrechtlern und Rechtsphilosophen demokratisch verfasster Staaten abgelehnt. Jakobs selbst beansprucht, das Feindstrafrecht lediglich zu beschreiben, nicht aber zu propagieren, während Kritiker ihm vorwerfen, spätestens seit 2004 eine teilweise affirmative Haltung dazu einzunehmen.

## Jakobs’ Lehre vom Feindstrafrecht
In der Bundesrepublik Deutschland wurde die Diskussion um das Feindstrafrecht und seine Existenzberechtigung im Jahre 1985 vom Rechtswissenschaftler Günther Jakobs durch dessen Aufsatz Kriminalisierung im Vorfeld einer Rechtsgutsverletzung angestoßen, in dem Jakobs erstmals zwischen einem Bürgerstrafrecht und einem Feindstrafrecht unterscheidet. Resonanz über sein Fachgebiet hinaus erhielt der Bonner Strafrechtsprofessor mit seinem 2004 erschienenen Aufsatz Bürgerstrafrecht und Feindstrafrecht. Darin vertritt Jakobs die Auffassung, dass derjenige, der die staatliche Rechtsordnung bewusst ablehnt oder sie sogar zerstören will, seine Rechte als Bürger und als Person verlieren soll und deshalb vom Staat mit allen Mitteln bekämpft werden darf. Der Terrorist, der die herrschende Gesellschaftsordnung stürzen will, der „Gewohnheitsverbrecher“, der alle staatlichen Gesetze ignoriert oder das Mafia-Mitglied, das nur nach den Regeln seines Clans lebt, sind demnach „Unpersonen“ und dürften nicht als Bürger behandelt werden. Vielmehr sind sie als „Feinde“ zu bekämpfen. Hatte Jakobs den Begriff Feindstrafrecht 1985 noch kritisch-deskriptiv verwendet, indem er die seiner Ansicht nach feindstrafrechtlichen Tendenzen der neueren deutschen Strafgesetzgebung analysierte, beschreibt er 2004 einige Konzepte des Feindstrafrechts positiv. Jakobs selbst hat nie eingeräumt, diese Auffassungen persönlich zu vertreten. Vielmehr stelle er nur fest, was bereits weitgehend der Wirklichkeit entspreche.

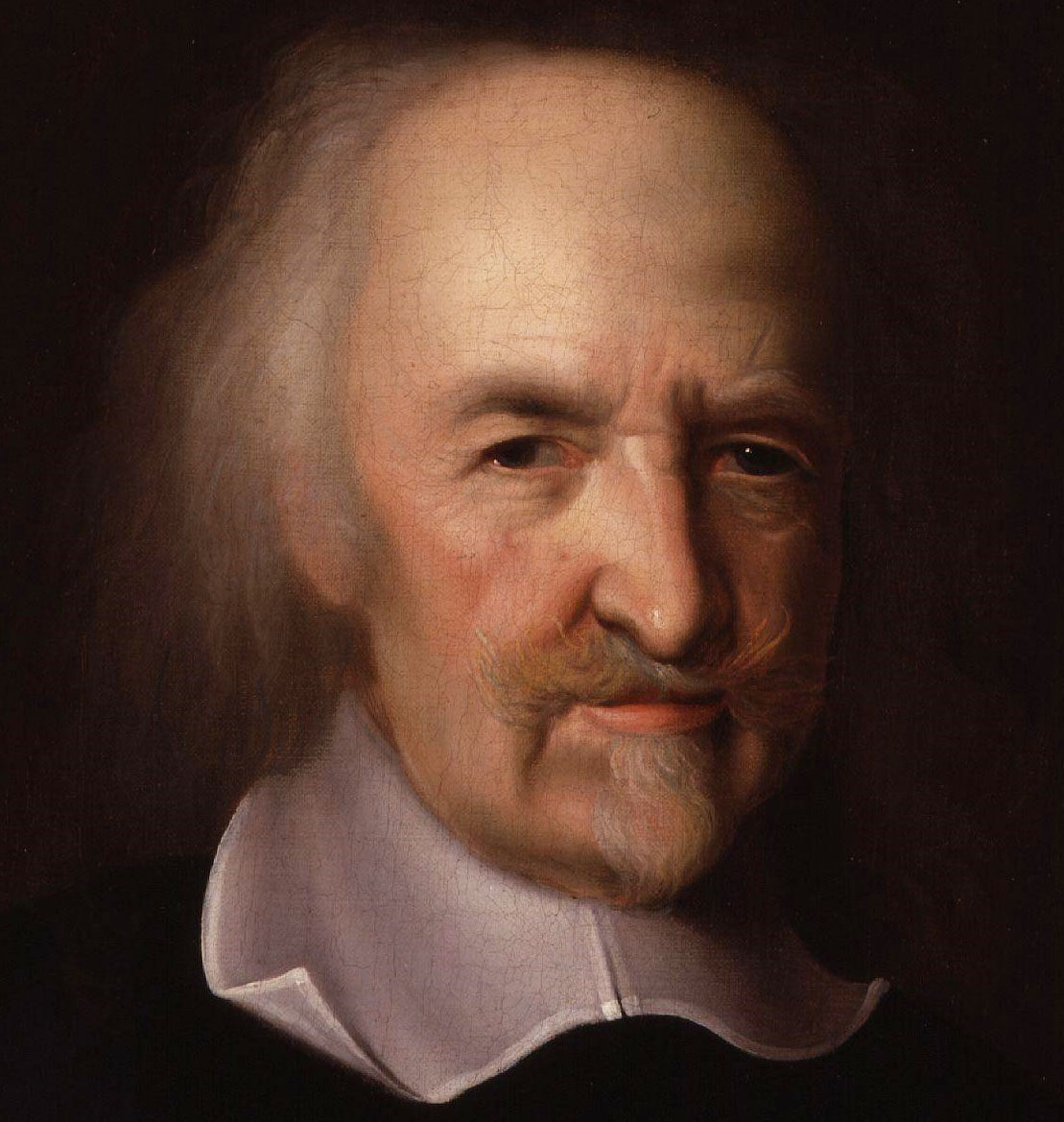
Thomas Hobbes

Jakobs rechtfertigt die Notwendigkeit des Feindstrafrechts rechtsphilophisch und verweist dazu auf die von Thomas Hobbes begründete Vertragstheorie und ihre Interpretation durch Immanuel Kant. Derjenige, der den – gedachten – Gesellschaftsvertrag durch seine Handlungen aufkündige, verlasse aus freien Stücken die Gesellschaft und begebe sich in den gesetzlosen Naturzustand. Damit verliere er zugleich seine Eigenschaft als Person und werde zum Feind. Als Feind sei er von der Gesellschaft zu bekämpfen.
Mit Hinweis auf die Terroranschläge am 11. September 2001 in den USA behauptet Jakobs ein praktisches Bedürfnis für ein Feindstrafrecht. Die Bindungen, die sich der Rechtsstaat gegenüber seinen Bürgern auferlege, seien gegenüber Terroristen „schlechthin unangemessen“.
Schließlich vertritt Jakobs die These, dass bereits das geltende deutsche Recht „feindrechtsstrafliche Stränge und Partikel“ enthält, beispielsweise die Sicherungsverwahrung, die Strafbarkeit der Vorbereitung von Verbrechen und die Kontaktsperre zwischen Strafverteidiger und Mandanten. Damit sei das Feindstrafrecht rechtlich und gesellschaftlich grundsätzlich anerkannt. Im Interesse der Bürger sei es aber notwendig, das Feindstrafrecht offen als solches zu kennzeichnen und nur auf die „Feinde der Gesellschaft“ anzuwenden.
Unter der Herrschaft des Grundgesetzes der Bundesrepublik Deutschland sind feindstrafrechtliche Regelungen aus verfassungsrechtlichen Gründen nicht legitim. Maßnahmen des Staates, die einer Person, aus welchen Gründen auch immer, den Rechtsstatus als Person verweigern, sind verfassungswidrig. Dies ergibt sich zwingend allein schon aus den Art. 1 (Würde des Menschen) und Art. 20 (Rechtsstaatsprinzip), die der Umgestaltung auch durch eine verfassungsändernde Mehrheit im gesetzgebenden Gremium Bundestag entzogen sind. Auch Folgerungen aus einem Feindstrafrecht wie unbestimmte Haftdauer, Entzug des Rechtsbeistands und Folter sind verfassungswidrig. So hat bereits das Landgericht Frankfurt im so genannten Daschner-Prozess zur Folterandrohung gegenüber einem Entführer durch den Vizepräsidenten der Frankfurter Polizei, Daschner, zwar milde geurteilt, Argumente des Feindstrafrechts aber nicht gelten lassen und das Folterverbot des Grundgesetzes (siehe Art. 104 GG) vollständig bestätigt.

## Feindstrafrecht in der Praxis

### Altertum und Mittelalter im deutschen Sprachraum
Die Germanen verstießen Sippenmitglieder für besonders ehrlos geltende Taten aus ihrer Sippe. Die Täter unterfielen der Friedlosigkeit und galten als vogelfrei.
Im Mittelalter konnten Verbrecher unter bestimmten Voraussetzungen geächtet werden. Damit standen sie außerhalb der Gesellschaft und der Gesetze. Wer einen Geächteten tötete, ging straflos aus.

### Zeit des Nationalsozialismus
Ein klassisches Feindstrafrecht wurde in der Zeit des Nationalsozialismus im Deutschen Reich 1933 bis 1945 ausgeübt: Juden, „Asoziale“ und Gegner der nationalsozialistischen Idee wurden zu „Volksschädlingen“ erklärt, für die die Gesetze der deutschen Volksgemeinschaft keine Anwendung fanden. Sie konnten jederzeit von der Gestapo in „Schutzhaft“ genommen werden. Für ihre – schnelle – Aburteilung waren der Volksgerichtshof und andere Sondergerichte zuständig (Siehe auch: Verordnung gegen Volksschädlinge). Ohne Gerichtsverfahren wurden sie in Konzentrationslager gesperrt und massenhaft umgebracht.
Ein vergleichbares Sonderstrafrecht galt während des Zweiten Weltkriegs für die so genannten Fremdvölkischen. Beispielsweise unterlagen polnische Staatsbürger der 1941 in Kraft getretenen Polenstrafrechtsverordnung.

### Tendenzen zum Feindstrafrecht in der Gegenwart
Tendenzen zum Feindstrafrecht machen Rechtswissenschaftler in allen Begrenzungen der Geltung rechtsstaatlicher Garantien aus, „indem bestimmte Sachverhalte und Personen(-gruppen) von deren Schutz ausgenommen werden und einer Entrechtung ausgesetzt sind“, so die Berliner Strafrechtler und Kriminologen Tobias Singelnstein und Peer Stolle. Zu diesen eingeschränkten Rechtsbereichen zählen sie die Ausländergesetzgebung, die Gesetze zur Bekämpfung von Terrorismus und der organisierten Kriminalität. In diesen Bereichen wurden seit den 1970er Jahren „Tatbestände und Ermittlungsmaßnahmen eingeführt, die von der Begründung her für besonders schwere und gefährliche Kriminalität gelten sollten, tatsächlich aber einen Anwendungsbereich aufweisen, der auch leichte bis mittlere Kriminalität umfasst.“ Einen begrenzten Zugang zu Rechtsgarantien haben „schon immer“ Ausländer.  Mit der „faktischen Abschaffung des Asylrechts wurde mit der Drittstaaten-Regelung darüber hinaus eine ganz erhebliche Verkürzung des Rechtsschutzes eingeführt.“ Damit werde eine „rechtliche Prekarität“ geschaffen, die durch „Arbeitsverbote, Residenzpflicht, Illegalisierung und Lagerunterbringung“ verstärkt werde.
Die Sicherungsverwahrung für mehrfach Vorbestrafte nach dem § 66 StGB kann insofern als Bestandteil des Feindstrafrechts gesehen werden, als sie dem Sicherheitsbedürfnis der Bevölkerung mehr Rechnung trägt als dem Gedanken der Resozialisierung: Der Gesetzgeber geht pauschal davon aus, dass es bestimmte Personen gibt, die nicht resozialisierbar sind. Mit dem Urteil des Europäischen Gerichtshofs für Menschenrechte vom 17. Dezember 2009 wurde die Sicherungsverwahrung im Falle einer rückwirkenden Auferlegung für rechtswidrig erklärt.
Eine ähnliche Problematik birgt die Vorbeugehaft. Zwar existiert sie offiziell nicht, jedoch tauchte sie in den letzten Jahren wieder vermehrt in der politischen Debatte auf, u. a. hinsichtlich der Bekämpfung von Hooligans und organisierter Kriminalität.

### Kolumbien und Guantánamo

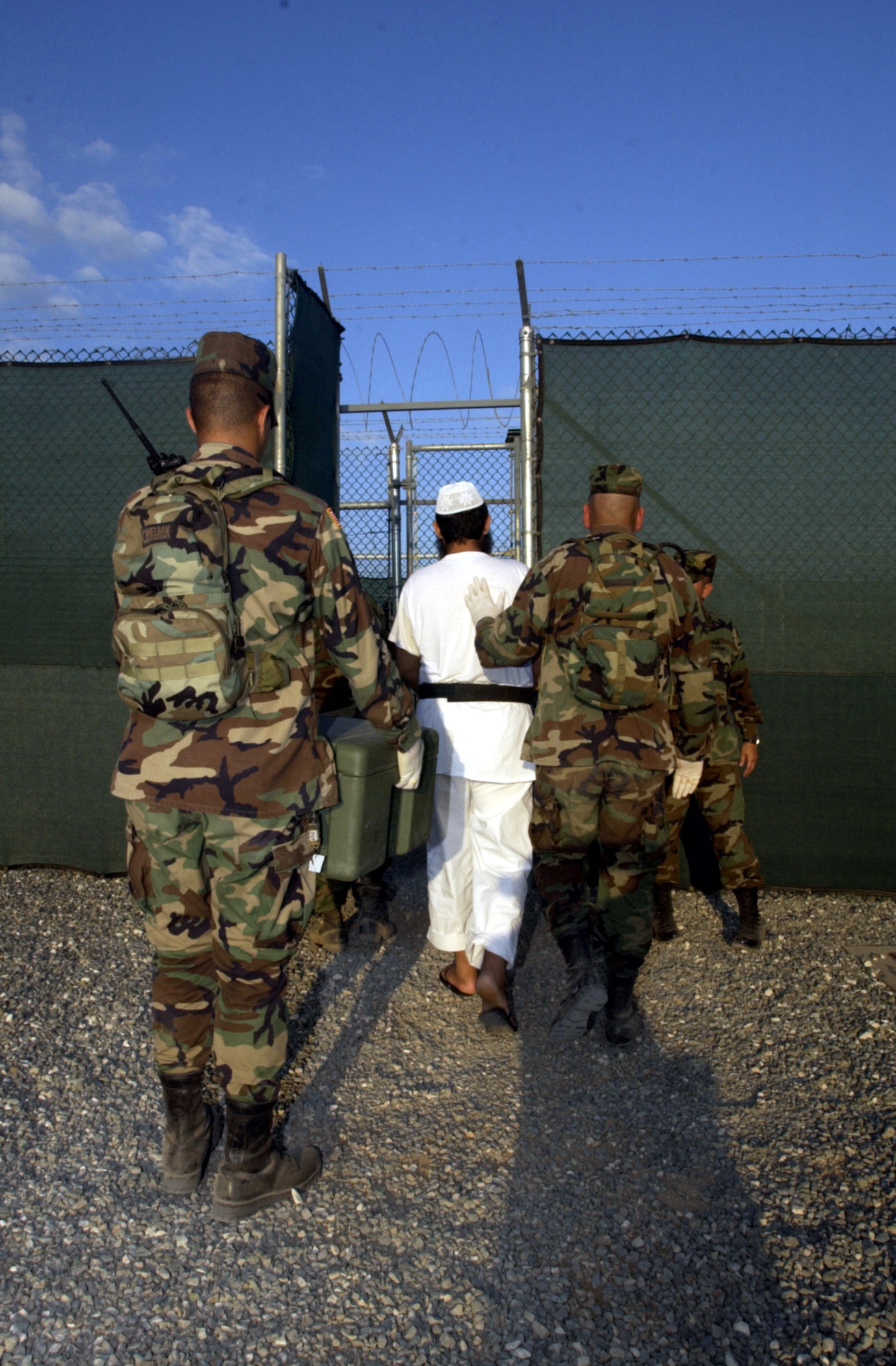
Guantánamo: Camp X-Ray

In Kolumbien wird seit 1990 ein Feindstrafrecht gegen „Drogenterroristen“ angewandt. Die Betroffenen werden oft jahrelang ohne Anklage und ohne Rechtsbeistand in Untersuchungshaft festgehalten, um dann anschließend in Geheimprozessen aufgrund der Aussagen anonymer Zeugen abgeurteilt zu werden. Die Strafverfolgung selbst obliegt vorrangig einer militärischen Spezialeinheit, die nur formal der Staatsanwaltschaft unterstellt ist. Etwa sieben Prozent der verfolgten Straftaten werden mit den Mitteln dieses Feindstrafrechts verfolgt.
Die Klassifizierung von Al-Qaida- und Taliban-Kämpfern als „ungesetzliche Kombattanten“ und ihre Inhaftierung im Lager Guantanamo durch das US-Militär können ebenfalls als Erscheinungsformen eines Feindstrafrechts angesehen werden; wobei solchermaßen klassifizierte „Kämpfer“ zunächst ausschließlich Personen waren, die die US-Staatsbürgerschaft nicht besaßen. Mit der enormen Ausweitung von Tötungen durch ferngesteuerte Drohnen, besonders durch Drohnenangriffe in Pakistan, gelang es der CIA, eine Reihe bedeutender Al-Qaida- und Taliban-Führer wie Atijah Abd al Rahman oder Baitullah Mehsud „auszuschalten“, aber auch einen US-Staatsbürger, Anwar al-Awlaki, dessen Tötung (30. September 2011) im Jemen von Präsident Obama ausdrücklich begrüßt wurde.

## Kritik
Kritik am Feindstrafrecht und seinen Konzeptionen richtet sich gegen die Außerkraftsetzung grundlegender rechtlicher Standards. Das Feindstrafrecht in Deutschland stehe im „Widerspruch zu elementaren Verfassungsgrundsätzen durch die Forderung einer partiellen, aber permanenten Aufhebung von Rechtssätzen für die ‚Feinde des Systems‘“.
Oskar Negt hebt in Anlehnung an Walter Jellinek hervor, „das Gesetz schütze nicht nur Gesellschaft und Staat vor dem Verbrecher, sondern auch umgekehrt: das Gesetz schütze auch den Verbrecher vor den willkürlichen Zugriffen des Staates und den Racheakten der Bürger. Mit Bedacht haben die Verfasser des Grundgesetzes den Schutz der Menschenwürde nicht auf den rechtsbewussten Bürger beschränkt; sie sprechen vielmehr von der Unantastbarkeit der Würde des Menschen, aller Menschen […]“ Weiter führt Negt Heribert Prantl an, der sagt: „Unpersonen kaltstellen, ausgrenzen, ihnen den Anspruch verweigern, als Person behandelt zu werden – das ist ein Wortschatz, den wir seit dem Ende des Nationalsozialismus nicht mehr gehört haben.“

### Grundlegend
- Günther Jakobs: Kriminalisierung im Vorfeld einer Rechtsgutsverletzung. In: Zeitschrift für die gesamte Strafrechtswissenschaft 97, 1985, S. 751–785.
- Günther Jakobs: Bürgerstrafrecht und Feindstrafrecht. In: HRRS 3/2004, S. 88–95.
- Günther Jakobs: Zur Theorie des Feindstrafrechts. In: Rosenau/Kim (Hrsg.): Straftheorie und Strafgerechtigkeit, Frankfurt 2010, S. 167–182.

### Monographien
- Alejandro Aponte: Krieg und Feindstrafrecht. Überlegungen zum „effizienten“ Feindstrafrecht anhand der Situation in Kolumbien. 1. Aufl., Nomos-Verlag, Baden-Baden 2004, ISBN 3-8329-0612-6.
- Katrin Hawickhorst: Paragraph 129a StGB – Ein feindstrafrechtlicher Irrweg zur Terrorismusbekämpfung. Kritische Analyse einer prozessualen Schlüsselnorm im materiellen Recht. 1. Aufl., Duncker & Humblot, Berlin 2011, ISBN 978-3-428-13654-4
- Geraldine Morguet: Feindstrafrecht – eine kritische Analyse Verlag Duncker & Humblot Berlin 2009, ISBN 978-3-428-12795-5, Strafrechtliche Abhandlungen · Bd. SRA 204.
- Hendrik Schneider: Kann die Einübung in Normanerkennung die Strafrechtsdogmatik leiten? Verlag Duncker & Humblot Berlin 2004, ISBN 3-428-11494-9, Schriften zum Strafrecht · Bd. SR 162.
- Tobias Singelnstein, Peer Stolle: Die Sicherheitsgesellschaft. Soziale Kontrolle im 21. Jahrhundert. 3. vollst. überarb. Aufl., VS-Verlag. Wiesbaden 2012, ISBN 978-3-531-17531-7
- Thomas Uwer (Hrsg.): Bitte bewahren Sie Ruhe. Leben im Feindrechtsstaat. 1. Aufl., Berlin 2006, ISBN 3-9808275-6-9.
- Karolina Víquez Azofeifa: Die Rezeption des „Feindstrafrechts“ in Lateinamerika. Hamburg, Univ.-Diss. 2011. Volltext (PDF)

### Aufsätze
- Jochen Bung: Feindstrafrecht als Theorie der Normgeltung und der Person. In: HRRS 2/2006, S. 63–71.
- Hauke Brunkhorst: Folter vor Recht – Das Elend des repressiven Liberalismus. In: Blätter für deutsche und internationale Politik 1/2005, S. 75–82.
- Luís Greco: Über das sogenannte Feindstrafrecht. In: Goltdammer’s Archiv für Strafrecht (GA), 153. Jg., 2006, S. 96–113.
- Rainer Hamm: Feindstrafrecht – Bürgerstrafrecht – Freundstrafrecht. In: Neue Lust auf Strafen. Schriftenreihe des Instituts für Konfliktforschung, Band 27, S. 105 ff. Münster 2005.
- Tatjana Hörnle: Deskriptive und normative Dimensionen des Begriffs „Feindstrafrecht“. In: Goltdammer’s Archiv für Strafrecht (GA), 153. Jg., 2006, S. 80–95.
- Dirk Sauer: Das Strafrecht und die Feinde der offenen Gesellschaft. In: Neue Juristische Wochenschrift (NJW) 24/2005, S. 1703–1705.
- Arndt Sinn: Moderne Verbrechensverfolgung – auf dem Weg zu einem Feindstrafrecht? (PDF; 164 kB). In: Zeitschrift für Internationale Strafrechtsdogmatik (ZIS), 2006, S. 107–117.
- Überblick über die Diskussion mit Beiträgen von Günther Jakobs, Alejandro Aponte, Jörg Arnold, Klaus Malek, Jochen Bung: Referate der Arbeitsgruppe „Feindstrafrecht – Ein Gespenst geht um im Rechtsstaat“ des 30. Strafverteidigertages 2006. In: HRRS 8/2006, S. 289–321. (PDF; 704 kB)
- Katrin Gierhake Feindbehandlung im Recht? Eine Kritik des so genannten „Feindstrafrechts“ und zugleich eine Auseinandersetzung mit der Straftheorie Günther Jakobs In: Archiv für Rechts- und Sozialphilosophie 2008, S. 337–361.
- Martin Asholt: Die Debatte über das „Feindstrafrecht“ in Deutschland - Aufleben eines alten Dilemmas am Anfang des 21.Jahrhunderts? (PDF; 173 kB). In: ZIS 2011, S. 180
- Stefan Schick, Feindstrafrecht als regulative Idee (PDF; 200 kB). In: Zeitschrift für Internationale Strafrechtsdogmatik (ZIS) 03/012, S. 46 ff.